# Aurelio García Cantalapiedra
Aurelio García Cantalapiedra (Torrelavega, 30 de marzo de 1919-Torrelavega, 14 de enero de 2010) fue un escritor, activista y gestor cultural español. Autor de libros como Tiempo y vida de José Luis Hidalgo, Verso y prosa en torno a José Luis Hidalgo, José Luis Hidalgo: biografía en imágenes, Cuatro amigos, Santander en la vida y en el recuerdo de León Felipe, Los años santanderinos de León Felipe, Estampas de un tiempo pasado, Érase una vez el arte: arte y artistas en Torrelavega, Torrelavega en el siglo XIX, La Biblioteca Popular de Torrelavega, Torrelavega: de Historia, Literatura y Arte y otros muchos escritos sobre temas culturales e históricos referidos a la ciudad. Junto a José Hierro y Victor F. Corujeta lanzó una colección de libros denominada Tito Hombre (1951-1954). Dirigió, junto a Pablo Beltrán de Heredia, la colección Cantalapiedra (1954-1960), que publicó títulos de la importancia de Pido la Paz y la Palabra, de Blas de Otero (1955), Metropolitano, de Carlos Barral (1957), o Conjuros (1958), de Claudio Rodríguez. Fue también responsable de la revista de poesía Peña Labra (1971-1988).  En abril del año 1974 fue invitado por el Gobierno de México para asistir con un grupo de intelectuales españoles al homenaje internacional que se rindió en aquella fecha y capital, al poeta León Felipe. Desde 1981 hasta 1999 tuvo a su cargo la actividad cultural desarrollada por la Fundación Santillana, en la Torre de Don Borja, de Santillana del Mar. Fue nombrado Cronista Oficial de la Ciudad (Torrelavega) en 1997.

## Artículos y revistas
- García Cantalapiedra, Aurelio (2002). «Huellas de José Hierro». Buxía: Arte y pensamiento (2): 21-22. ISSN 1579-606X.
- García Cantalapiedra, Aurelio (1999). «El Campoó de Miguel Ángel García Guinea». Sautuola: Revista del Instituto de Prehistoria y Arqueología Sautuola (6): 93-94. ISSN 1133-2166.
- García Cantalapiedra, Aurelio (1974). «Los primeros años de la Escuela de Artes y Oficios de Torrelavega». Altamira: Revista del Centro de Estudios Montañeses (1): 157-168. ISSN 0211-4003.

## Libros
- García Cantalapiedra, Aurelio, 1919-2010. (2004). En torno a Torrelavega. Obra Social de Caja Cantabria. ISBN 84-932707-8-4. OCLC 433458760.
- García Cantalapiedra, Aurelio. (2002). Recorrer Cantabria: nueve itinerarios por las cuencas de sus ríos. Aproximación a la naturaleza y al patrimonio artístico y cultural. Librería Estudio. ISBN 84-95742-10-1. OCLC 51263467.
- García Cantalapiedra, Aurelio. (1997). José Luis Hidalgo : biografía en imágenes. Ayuntamiento de Torrelavega. ISBN 84-921051-2-7. OCLC 39085281.
- García Cantalapiedra, Aurelio. (1991). Desde el borde de la memoria : de artes y letras en los años del mediosiglo en Santander. Ediciones de Librería Estudio. ISBN 84-87934-06-4. OCLC 26193651.
- García Cantalapiedra, Aurelio. (1989). Torrelavega en el siglo XIX : noticias de la vida local (1. ed edición). Ediciones de Librería Estudio. ISBN 84-85429-83-4. OCLC 32590698.
- García Cantalapiedra, Aurelio. (1988). La Biblioteca Popular de Torrelavega (1927-1937): diez años de actividad cultural. Excmo. Ayuntamiento de Torrelavega. ISBN 84-505-7452-8. OCLC 28374267.
- García Cantalapiedra, Aurelio. (1986). Juan Ramón Jiménez y Santander. Bedia. ISBN 84-7269-028-8. OCLC 24894445.
- García Cantalapiedra, Aurelio. (1984). Los años santanderinos de León Felipe (Ed. del centenario edición). [publisher not identified]. ISBN 84-505-0124-5. OCLC 14714535. Consultado el 27 de noviembre de 2019.
- selección, prólogo y notas de Aurelio García Cantalapiedra (1978). Cantabria en la literatura (1. ed edición). Joaquín Bedia. ISBN 84-7269-003-2. OCLC 17050615.
- García Cantalapiedra, Aurelio. ([1975]). Tiempo y vida de José Luis Hidalgo. Taurus. ISBN 84-306-2082-6. OCLC 1623363.
- García Cantalapiedra, Aurelio.  (1969) Cuatro amigos. Edición No venal que regaló a los amigos. D.L: SA. 31-1969
- Recopilación, introducción, notas y bibliografía de Aurelio García Cantalapiedra (1971) Verso y prosa en torno a José Luis Hidalgo. Institución Cultural de Cantabria. Santander. D.L: SA.     76-19
- García Cantalapiedra, Aurelio (1999) Torrelavega: Érase una vez el arte, los artistas y el ambiente que les rodeaba. Ayuntamiento de Torrelavega. D.L: SA-201-1999
- García Cantalapiedra, Aurelio (2001) Estampas de un tiempo pasado. Edición No venal que regaló a los amigos. D.L: SA. 695-2001
- García Cantalapiedra, Aurelio (2010) Obituario. Edición No venal de Bedia Artes Gráficas, S.C. D.L: SA-936-2010